# Rob Morrow
Robert Alan "Rob" Morrow (født 21. september 1962) er en amerikansk skuespiller bedst kendt for sin rolle som Don Eppes i tv-serien Numb3rs.
Den 8. marts 2010 blev meddelt, at Morrow har underskrevet en kontrakt til at medvirke i Jerry Bruckheimer's nye serie The Whole Truth .

## filmografi
- Private Resort (1985) .... Ben
- Quiz Show (1994) .... Dick Goodwin
- Saturday Night Live
- Tattingers
- Monsters (TV serie)
- Spenser: For Hire
- Fame (1982 TV serie)
- Mother (1996/II) .... Jeff Henderson
- Last Dance .... Rick Hayes
- Northern Exposure
- Into My Heart (1998) .... Ben
- Only Love (TV) .... Matthew Heller
- The Day Lincoln Was Shot
- Maze (2000)
- The Thin Blue Lie
- Other Voices.... Jeff
- Sam the Man .... Daniel Lenz
- Labor Pains ... Ryan Keene
- Nearly Yours
- Hudson's Law (2001) (TV)
- Night's Noontime (2002) .... Dr. William Minor
- The Emperor's Club.... James Ellerby
- The Guru
- Jenifer
- Going Shopping (2005) .... Miles
- Street Time
- Numb3rs (2005-2010)
- The Bucket List
- Custody